# René Goulaine de Laudonnière

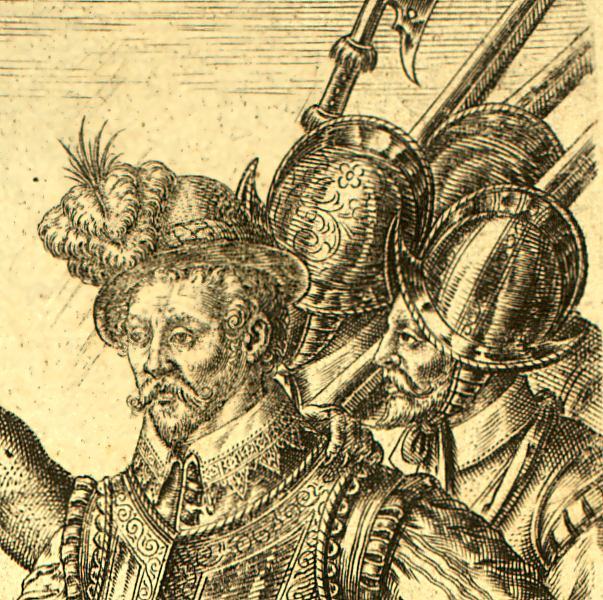
René Goulaine de Laudonnière (links, mit Federhut)

René Goulaine de Laudonnière (* 1542 in Poitou; † 1582 ebenda) war ein französischer Schriftsteller und Kolonisator.

## Leben
Laudonnière wurde in Poitou geboren, wurde Hugenotte und begleitete 1562 Jean Ribault auf seiner ersten französischen Floridaexpedition. 1564 kam Laudonnière als Kommandant einer zweiten Expedition abermals nach Florida und errichtete am Südufer des St. Johns River Fort Caroline im von ihm im Juli 1564 als Vallé de Laudonnière bezeichneten Tal. Der Stützpunkt wurde von Indianern angegriffen, und die Siedler wollten gerade meutern, als Sir John Hawkins vorbeikam und Laudonnière Lebensmittel und ein Schiff verkaufte (1565). Kurz darauf kam auch Ribault nach Florida; er brachte den Befehl für Laudonnière mit, nach Frankreich zurückzukehren, um sich gegen verschiedene Vorwürfe zu verteidigen. Noch ehe Laudonnière abreisen konnte, wurde die Siedlung von Spaniern unter Pedro Menéndez de Avilés angegriffen und zerstört. Laudonnière gelangte als einer der wenigen, die dem Blutbad entgingen, 1566 nach Frankreich. Sein Bericht „Histoire notable de la Floride“ erschien 1586.